# Taal (sopka)
Taal je aktivní sopka nacházející se v jižní části největšího ostrova Filipín, Luzonu. Vlastní vulkán spočívá na ostrově Volcano o průměru 5 km, jenž je obklopen jezerem Taal. To vyplňuje masivní kalderu, vzniklou po silné erupci v dávné minulosti. Taal je druhá nejaktivnější sopka Filipín, přičemž jejích 34 historicky doložených erupcí si vyžádaly zhruba 6 000 obětí. Společně s dalšími patnácti světovými sopkami je zapsána do seznamu Decade Volcanoes. Mezi ně patří například Vesuv, Etna, Mount Rainier, Merapi, Sakuradžima aj. Taal je v médiích a u turistických agentur často mylně považovaná za nejmenší aktivní sopku světa.

## Popis

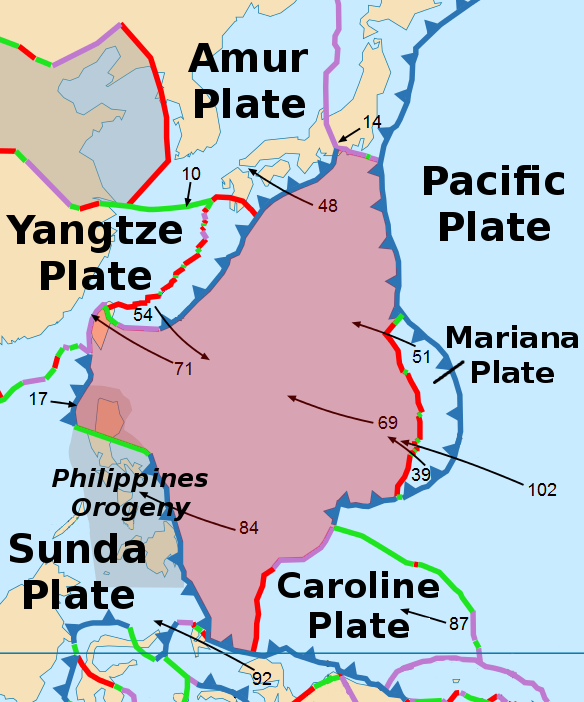
Filipínská tektonická deska

Sopka leží v jižní části ostrova Luzon, v provincii Batangas. Hlavní město Manila se nachází zhruba 60 km severním směrem. Samotný vulkán tvoří ostrov Volcano (o průměru 5 km) v jezeře Taal, jež vyplňuje kalderu (25×30 km), vzniklou během dávné erupce před 100–500 tis. lety. S rozměry 25×18 km činí rozloha vodní plochy 244 km² a je tak třetím největším jezerem v zemi.
Uprostřed vulkanické ostrova spočívá kaldera o průměru 2 km, na jejímž dně se rozkládá jezero a v něm se ještě nachází drobný ostrov Vulkan Point Island o velikosti ~50×80 m. To z něj dělá de facto trojnásobný ostrov (ostrov Luzon → ostrov Volcano → ostrov Vulkan Point Island).
V roce 1996 bylo celé jezero Taal vyhlášeno jako národní park. Stálé osídlení na ostrově Volcano je Filipínským institutem pro vulkanologii a seismologii (PHIVOLCS) zakázáno. Ostrov prohlašuje za vysoce rizikovou oblast s trvalým nebezpečím. Navzdory zákazu se někteří chudí Filipínci na vulkanickém ostrově usadili a vydělávají si na své živobytí rybolovem či pěstováním plodin na popelem velmi zúrodněné půdě.

## Geologický vývoj
Ostrovy Filipín jsou součástí tzv. Pacifického ohnivého kruhu. Jedná se o 40 000 km dlouhé pásmo ve tvaru podkovy, obklopující téměř celý Tichý oceán, kde se nachází 452 sopek a odehrává se 90% všech zemětřesení na Zemi. Filipíny se nacházejí v tzv. subdukční zóně. Filipínská tektonická deska se podsouvá pod sundskou (část eurasijské). Rychlost pohyb dosahuje až 84 mm za rok, čímž zde v zemské kůře dochází k obrovskému napětí, jež se uvolňuje tektonickou a sopečnou činností.
Taal je součástí filipínského řetězce sopek, táhnoucí se podél západního okraje Luzonu. Před 100–500 tis. let došlo během velmi silné erupce ke vzniku kaldery. Poslední výbuch sopky, jež výrazněji zasáhl do formování kaldery, se odehrál asi před 5 400 lety. Následující erupce časem v jezeru vytvořily ostrov Volcano. Jeho rozloha dosahuje 23 km² a skládá se vzájemně překrývajících 35 kuželů (26 tufových, 5 sypaných a 4 maar) a 12 kráterů. Zároveň historické erupce vytvořily v okruhu sopky rozsáhlá ložiska ignimbritu, sahající až k hlavnímu městu, Manile.

## Historie

### Před 20. stoletím
Od roku 1572 bylo zaznamenáno 33 erupcí. Ve stejném roce založili augustiniánští mniši na břehu jezera město Taal. To se dnes ovšem nazývá San Nicolas. K dalšímu výbuchu došlo roku 1591. Na počátku 17. století opět vzrostla sopečná aktivita. Ta se mezi lety 1707–1731 přesunula mimo dvou kilometrovou kalderu. Činnost sopky se převážně soustředila v kráteru Binitiang Malaki. Menší erupce způsoboval i kráter Binintiang Munti v letech 1709–1729. Nejsilnější výbuch nastal 24. září 1716, při kterém byl kráter Calauit zcela zničen.
Roku 1749 vybuchla Taal silou VEI 4. O 5 let později přišla další erupce, trvající asi 200 dní. Kromě menší erupce roku 1790 zůstal vulkán neaktivní po dobu 54 let. Probudil se v březnu 1808 a okolí pokryla vrstva popela silná 84 cm. Dne 19. července 1874 zabil náhlý výbuch všechna zvířata, žijící na ostrově. Během erupce 1904 se v jihovýchodní části kaldery zformoval nový odtok.

### Erupce 1911
K jedné z ničivějších erupcí došlo v lednu 1911. Na konci měsíce začaly seismografy v manilské observatoři detekovat otřesy, se stále zvyšující frekvencí. Zemětřesení budila mezi obyvateli hlavního města znepokojení. Veřejnost byla ujištěna, že Manila není v nebezpečí, neboť leží 60 km od Taalu. V brzkých ranních hodinách 30. ledna 1911 nastala hlavní erupce. Mrak popela spolu s doprovodnými blesky se mohl sledovat až ze vzdálenosti 60 km. Po šesti hodinách dosáhl spad popela Manily a dohromady pokryl rozlohu 2 000 km². Síla výbuchu se stanovila na VEI 3,7. Katastrofa si dle oficiálních záznamů vyžádala 1 335 obětí a zranila 199 osob, ačkoliv je známo, že pravděpodobně zahynulo více lidí. Všech sedm vesnic na ostrově a několik vesnic na západním pobřeží jezera Taal bylo zcela zdevastováno.
V důsledku erupce poklesl sopečný ostrov o 2 metry. Částečný propad se prokázal i u jižní části jezera. Vědci s podivem nemohli najít žádné známky lávy či lávových proudů, které se na rozdíl od předešlých erupcí v minulosti vždycky objevovaly. Dále nebyli schopní nalézt síru. Jediný materiál žluté barvy byly soli železa. Výrazné topografické změny potkaly taktéž samotnou kalderu. Před erupcí bylo jeho dno výše než hladina nedalekého jezera Taal a nacházelo se v něm několik menších jezer. Některá s horkou vodou produkující emise páry, ovšem byli zde i vodní plochy s různými zabarveními: zelené, žluté či dokonce červené. Po erupci kalderu sopky vyplnilo jedno jediné jezero, jehož dno bylo zhruba 3 metry pod úrovní jezera Taal.

### Erupce 1965–1977
Mezi lety 1965–1977 se sopečná aktivita soustředila v blízkosti hory Tabaro na jihozápadní straně ostrova. Erupce z roku 1965 byla klasifikována jako freatomagmatická, tedy generovaná interakcí magmatu s vodou, což způsobilo prudký výbuch. Vznikl pyroklastický příval, v němž oproti pyroklastickému proudu převažuje plynná složka oproti pevným kusům horniny, díky čemuž je mmohem lépe pohyblivý. Překonal několik kilometrů vodní plochy Taalu, na jehož březích zabil v několika vesnicích asi 100 lidí.
Po devíti měsících klidu se 5. července Taal opět probudila další freatomagmatickou erupcí z hory Tabaro, následovanou druhou podobnou erupcí 16. srpna 1967. Po pěti měsíců se aktivita zmírnila na strombolské erupce, při kterých se objevily lávové proudy. Poslední erupce nastaly v letech 1976 a 1977.

### 1991
Od roku 1991 začal vulkán jevit známky neklidu. To se projevovalo seismickou aktivitou, poruchami v zemi a vznikem malých bahenních sopek.

### 2008
28. srpna oznámil PHIVOLCS všem příslušným orgánům a veřejnosti, že seismická síť zaznamenala během 10 hodin deset vulkanických zemětřesení. Dvě z nich od sebe dělilo jen 13 minut a dle mercalliho stupnice dosáhly otřesy síly II.

### Erupce 2020

Moment těsně před erupcí (2020), zachycený webkamerou v samotném kráteru.

Erupce pohledem z města Tagaytay.

12. ledna 2020 došlo ve 13:00 místního času v hlavním kráteru k náhlé freatické erupci, první za 43 let nečinnosti. Do 14:30 Filipínský institut pro vulkanologii a seismologii (PHIVOLCS) vydal varování 2. stupně poté, co byl zaznamenán silnější výbuch kolem 14:00. Po hodině následovala ještě silnější exploze a opět se musel zvýšit stupeň výstrahy. Nařídila se evakuace měst na březích jezera: Balete, San Nicolas a Talisay. Tu ztěžovala všudypřítomná směs popela a dešťové vody. Navečer musel PHIVOLCS aktualizovat výstražný stav na druhý nejvyšší stupeň z pěti bodové škály, neboť se sopečná činnost ještě zintenzívnila. Nepřetržitá erupce chrlila erupční sloupec vysoký 10–15 kilometrů. Ten způsoboval silnou bleskovou aktivitu. Tentýž den dosáhl sopečný spad kvůli jižním větrům Manily, Quezon City, Caloocan, Cavite, Laguna či 130 km vzdálené město Pampang. V hlavním městě představoval největší problém pro mezinárodní letiště, jež bylo nuceno zrušit některé lety. Během 24 hodin se zaznamenalo celkem 2 484 zemětřesení, z nichž nejsilnější mělo sílu 4,1 Mw. V důsledku těchto otřesů se ve čtrnáctikilometrovém okruhu objevily četné trhliny. Jedna z nich odřízla silniční spojení měst Agoncillo a Laurel. Vlivem deformace povrchu země došlo na několika místech k vyschnutí řeky Pansipit. PHIVOLCS také naznačil, že trhliny mohou být i pod hladinou jezera. Taktéž se vydalo varování před možnou vlnou tsunami, kterou by Taal mohla v jezeru vyvolat, ať už sklouznutí ostrova či sesuvu dna.
Během brzkého rána 13. ledna se sopka mírně uklidnila, aktivita se omezila na strombolský typ erupcí a lávovou fontánu. Ministerstvo životního prostředí a přírodních zdrojů uvedlo hodnoty zhoršené kvality ovzduší (PM 10): Mandaluyong (118), Las Piñas (108) a Taguig (104). 3 dny od hlavní erupce informoval PHIVOLCS, že kráterové jezero se zcela vypařilo. Nicméně do 26. ledna se vulkán nadále uklidňoval, což dovolilo snížit výstrahu na stupeň 3. Za dva dny se Taal zmohla už jen na 800 metrů vysoké mračno páry a v polovině února mohl PHIVOLCS konečně snížit výstrahu na druhý stupeň.

Freatomagmatická erupce 1. července 2021.

### 2021
Od února 2021 se pod sopkou začala zvyšovat seismická aktivita, k čemuž se o měsíc později přidaly i rostoucí emise oxidu siřičitého. V polovině dubna se za 24 hodin detekovalo až 384 tektonicko-sopečných zemětřesení a do atmosféry se za stejný časový úsek uvolnilo 1 886 tun oxidu siřičitého. Do června počet otřesů klesal, zatímco množství sopečných plynů nadále rostlo. 28. června bylo emitováno až 14 326 tun plynu denně. Vulkanický neklid vyvrcholil 1. července v 15:16 místního času, kdy došlo k nepříliš silnému freatomagmatickému výbuchu, po němž v průběhu pár hodin následovaly čtyři menší. PHIVOLCS u sopky zvýšil úroveň výstrahy na 3. stupeň a ihned se provedlo rozšíření nebezpečné zóny o západní břeh jezera Taal, odkud se muselo evakuovat více než 14 tisíc obyvatel. 4. července se naměřilo 22 628 tun oxidu siřičitého za 24 hodin. Do října emise klesly, ale 5. října skokově vzrostly na 25 456 tun, což je vůbec nejvyšší zaznamenaná hodnota u této sopky.

## Galerie

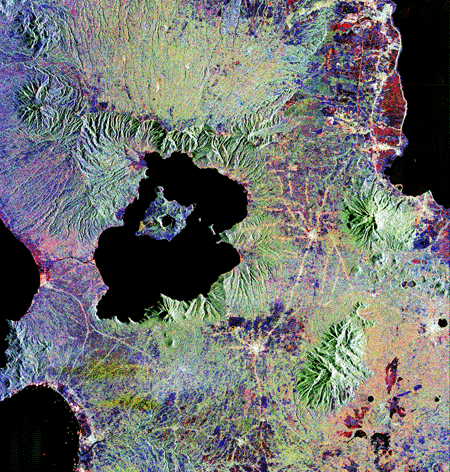
Satelitní snímek.
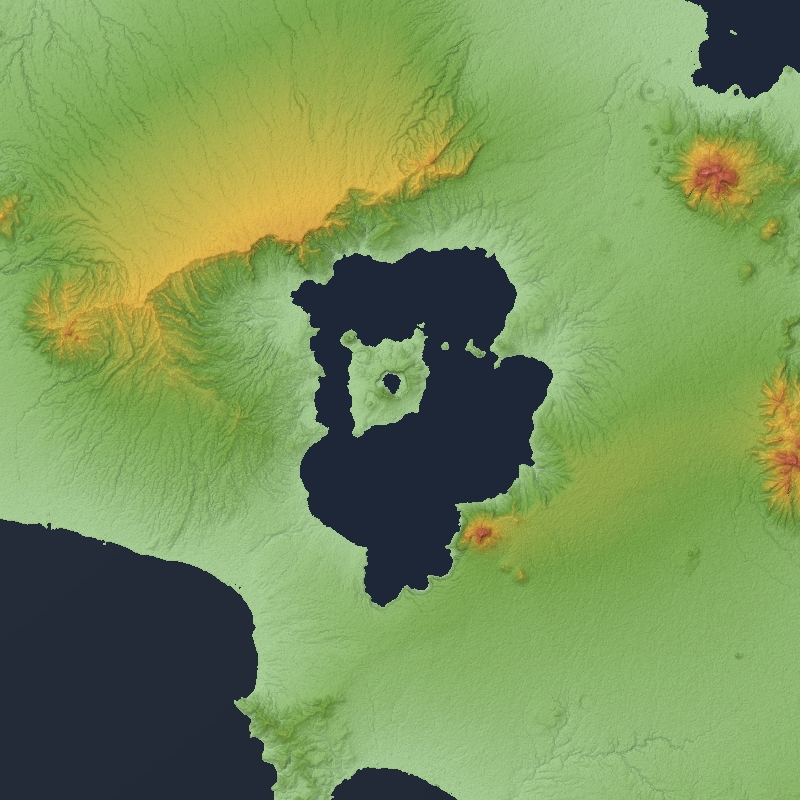
Mapa reliéfu.
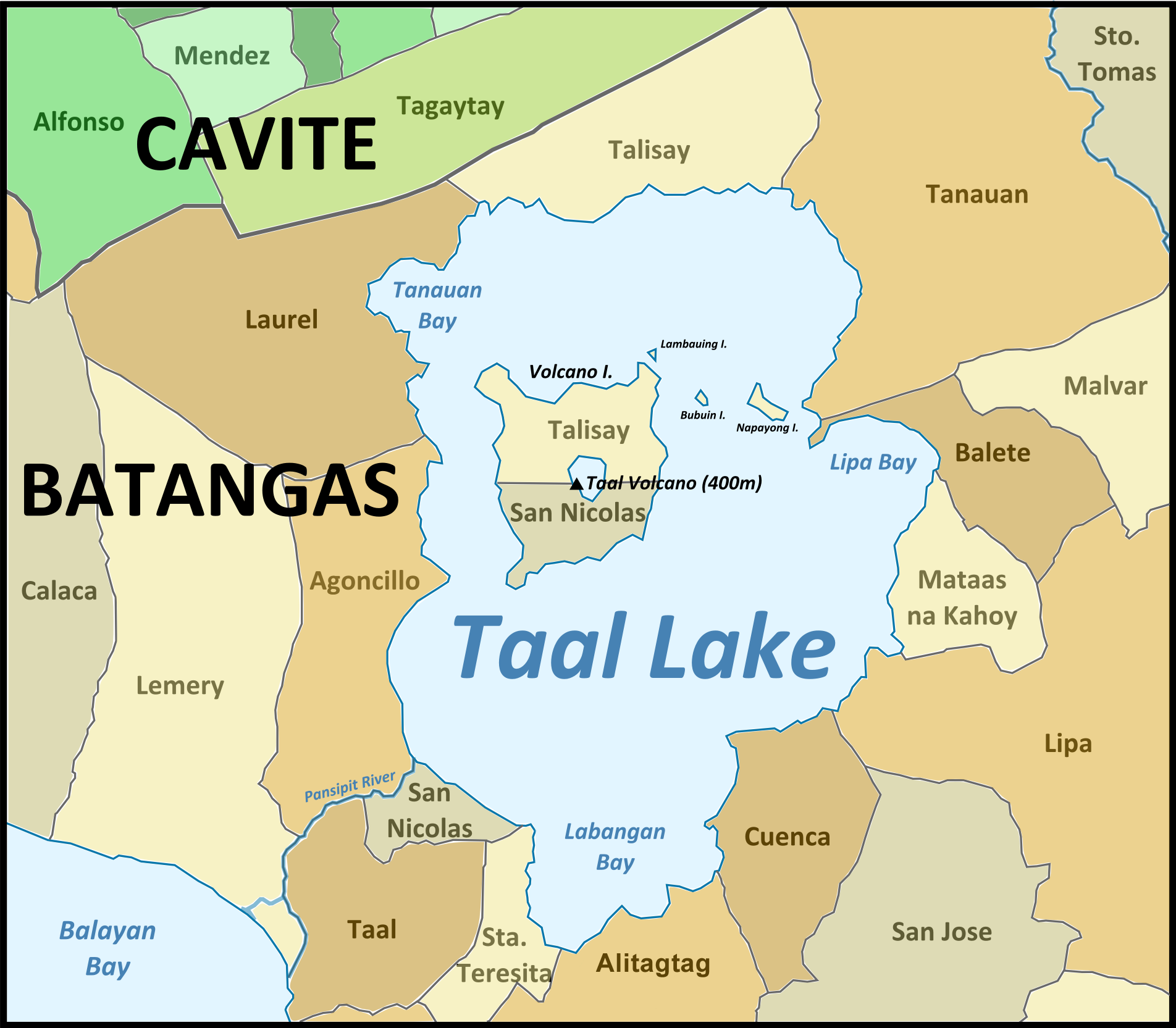
Mapa okresů v provincii Batangas.
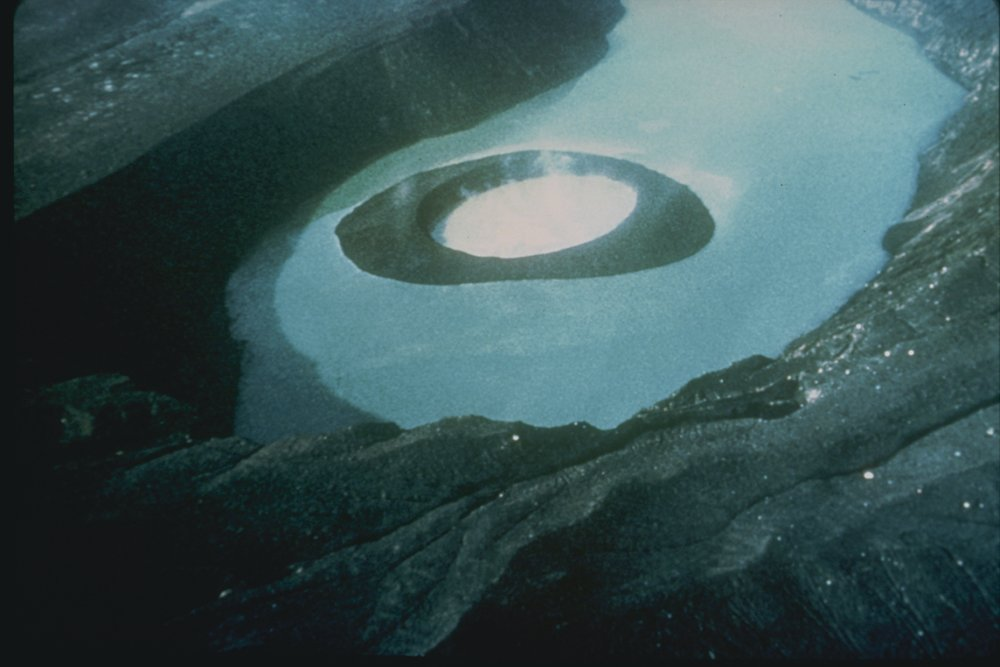
Erupcí dočasně zformovaný kužel v Taalu (1965).
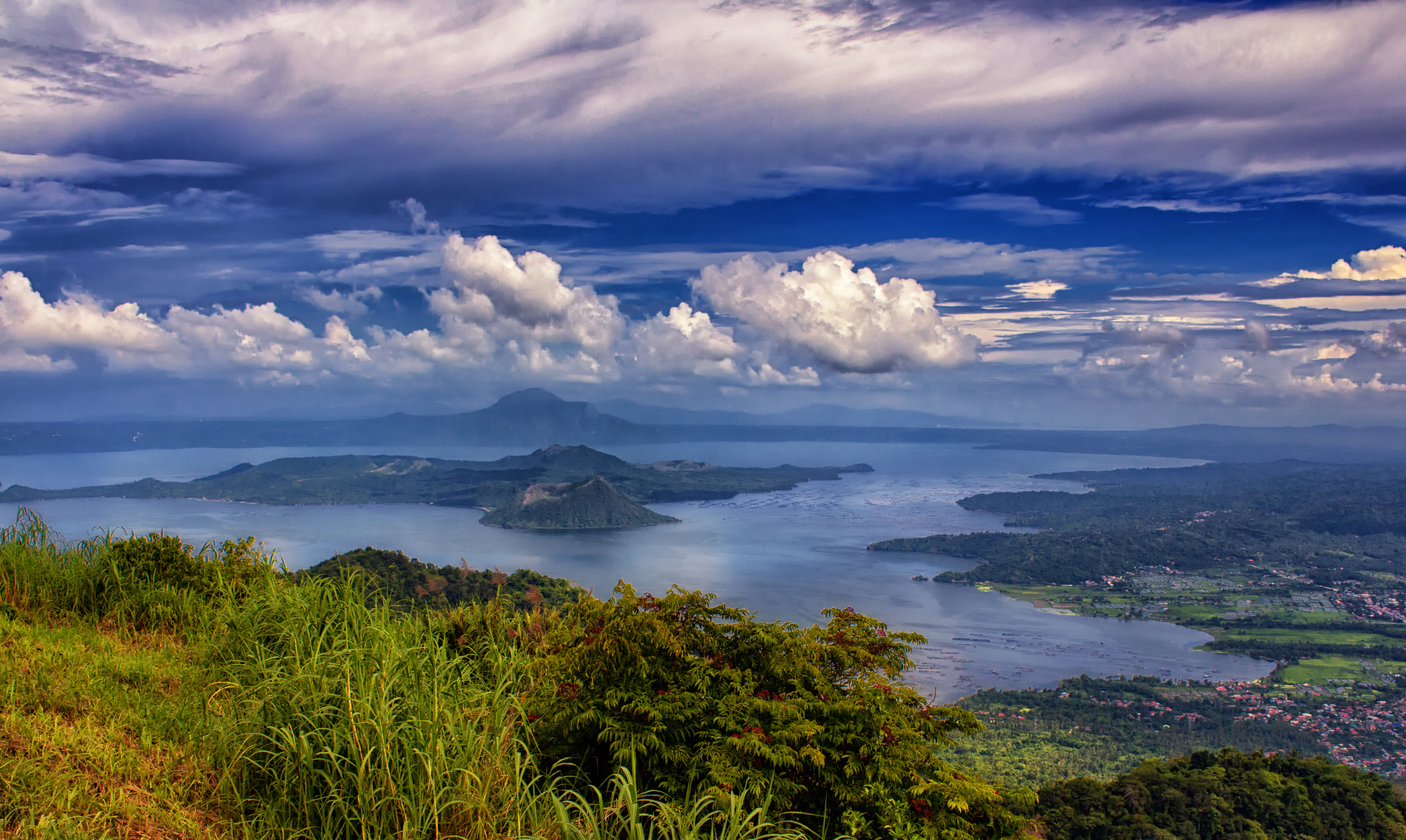
Okolí jezera Taal.
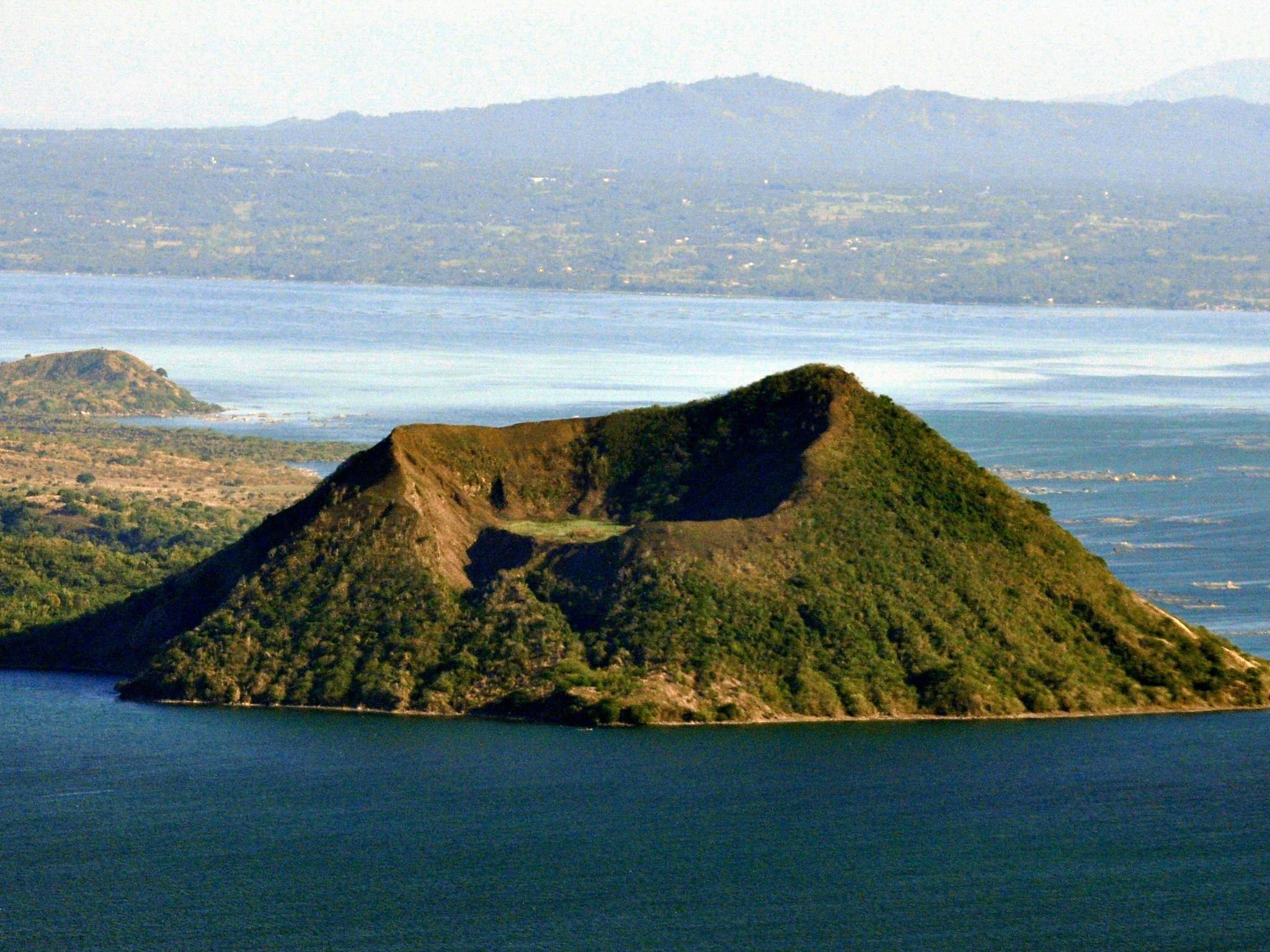
Pohled na vulkanický ostrov s patrným kuželem Binitiang Malaki, dominující severozápadní straně ostrova.
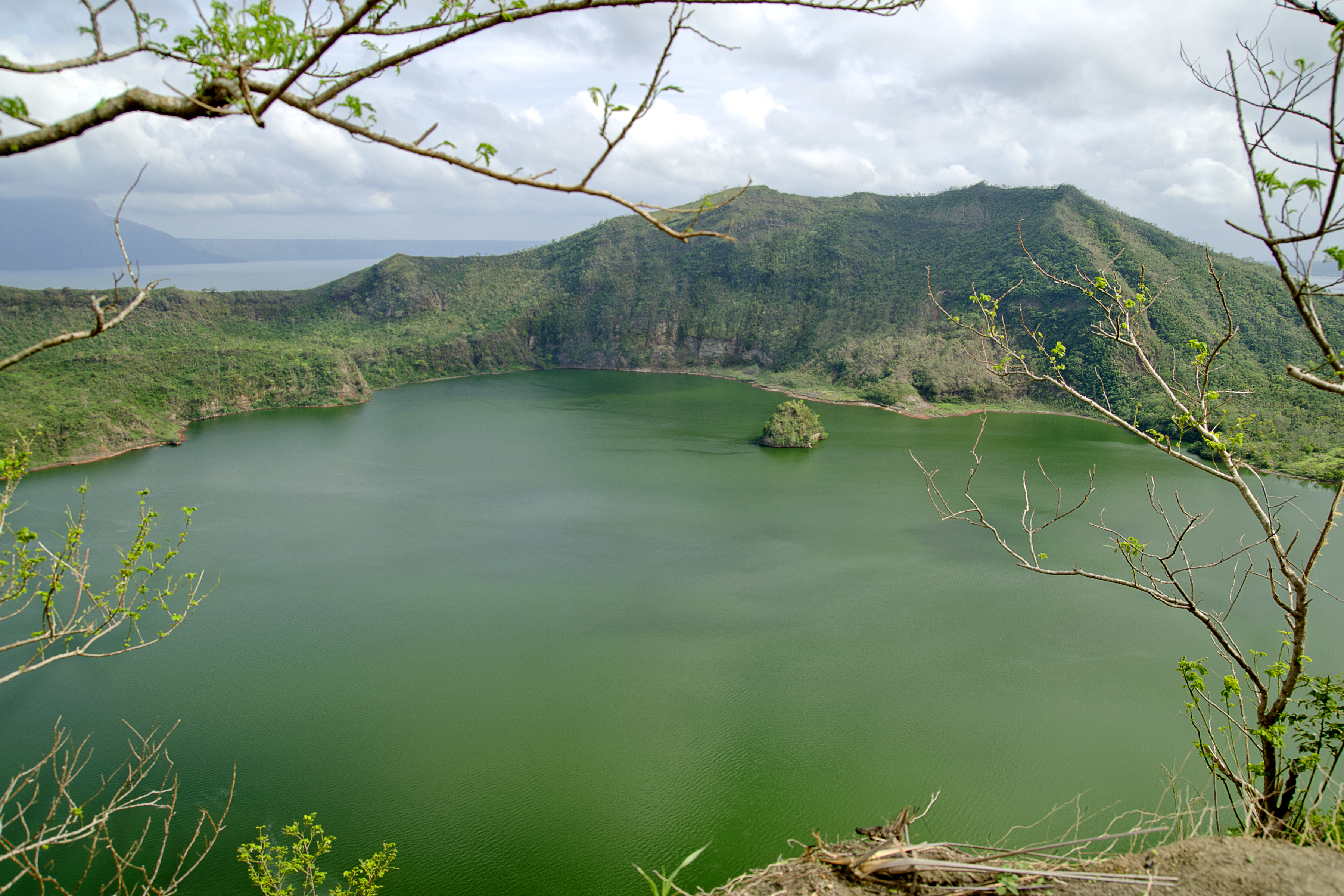
Kalderové jezero Crater Lake.
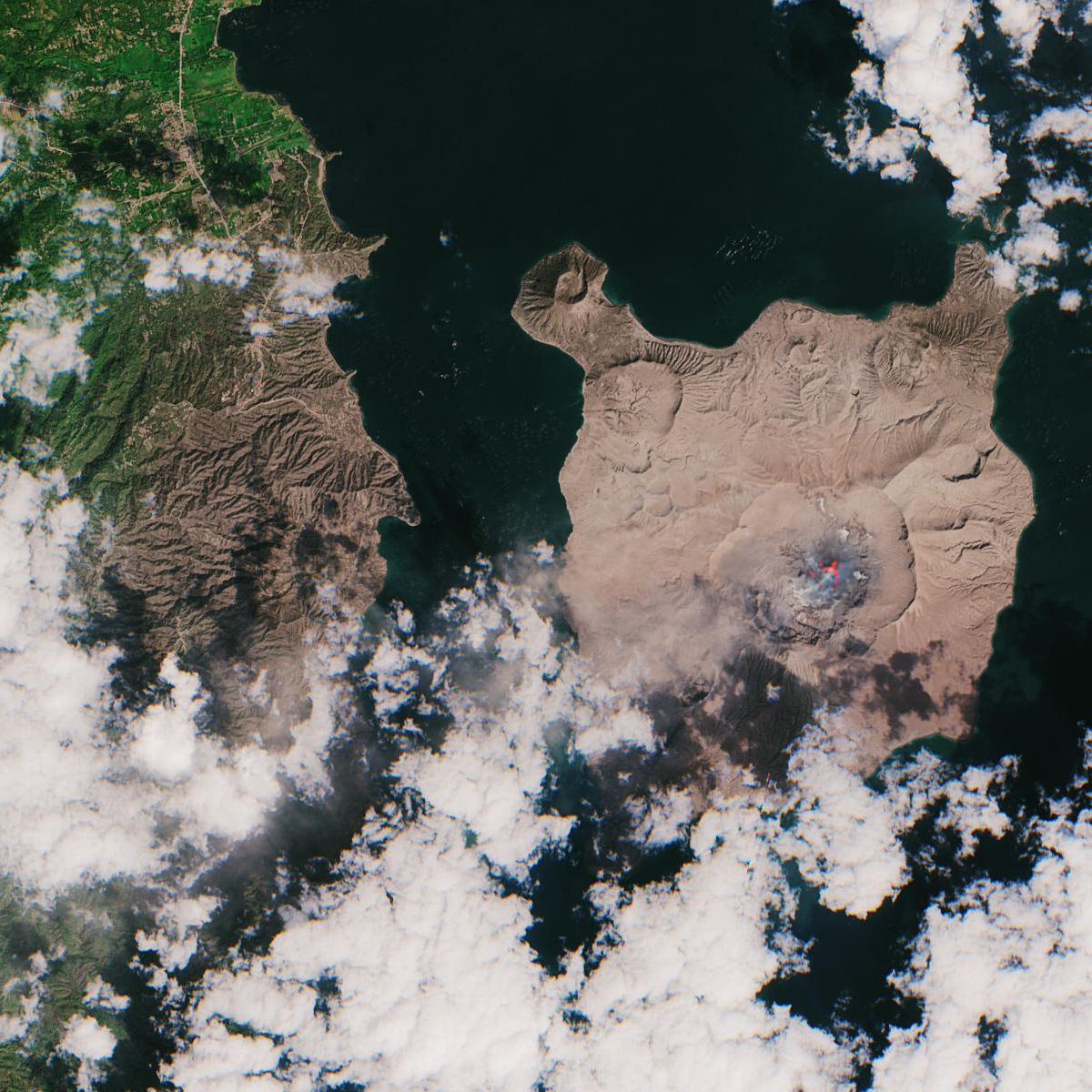
Satelitní snímek ukazující následky sopečného spadu v okolí sopky roku 2020.